# الکساندر پروشکین
الکساندر پروشکین (روسی: Алeксандр Анатольевич Прошкин؛ زادهٔ ۲۵ مارس ۱۹۴۰) کارگردان فیلم و فیلم‌نامه‌نویس اهل اتحاد جماهیر شوروی سوسیالیستی است.
از فیلم‌هایی که وی در آن‌ها نقش داشته است، می‌توان به معجزه و تابستان سرد ۱۹۵۳ اشاره نمود.
وی همچنین برندهٔ جوایزی همچون جایزه دولتی اتحاد شوروی و هنرمند مردمی روسیه شده‌است.